# Michel Poivert
Michel Poivert, né en septembre 1965, est un historien de la photographie et un commissaire d'exposition français.
Il a présidé la Société française de photographie pendant quinze ans. En 2018, il fonde le Collège international de photographie. En 2020, il est promu au grade d’officier de l'ordre des Arts et des Lettres.

## Biographie
Ancien élève de l'École du Louvre, Michel Poivert a soutenu une thèse de doctorat d'histoire de l'art en 1992 à l'université Paris 1 Panthéon-Sorbonne, dirigée par José Vovelle et portant sur le pictorialisme en France, puis en 2002 une thèse d'habilitation, qui analyse le rapport de la photographie aux avant-gardes durant le XXe siècle.
Depuis 2006, il est professeur dans cette même université. De 2009 à 2012, il est directeur de l’École d’Histoire de l’art et d’archéologie, Université Paris 1 Panthéon-Sorbonne. Il est également directeur de l’École doctorale Histoire de l’art (ED441), Université Paris 1 Panthéon-Sorbonne de 2013 à 2018. De 2010 à 2019, il est co-directeur du master recherche Histoire de la photographie École du Louvre, Paris. Il a dirigé et dirige de nombreuses thèses en histoire de la photographie. Il a été membre des comités de rédaction de la Revue de l’art et des Études photographiques. Il est également membre des comités scientifiques de A Revista Visualidades é uma publicação semestral do Programa de Pós-graduação em Arte e Cultura Visual da Universidade Federal de Goiás ; Rivista di studi di fotografia, Firenze university press, ou encore la revue Transbordeur Photographie Histoire Société, Université de Genève/Université de Lausanne, édition Macula et la revue Photographica, éditée par la Société française de photographie/Ministère de la Culture.
Michel Poivert occupe diverses fonctions extra-académiques. Il est membre du conseil d'administration du Jeu de Paume, du Conseil national des arts plastiques (2015-2018), du Centre photographique d'Île-de-France et de la Société française de photographie. Il fait partie du conseil scientifique de la Médiathèque  du patrimoine et de la photographie (ministère de la Culture), de la Fondation Jacques-Henri Lartigue, de la Fondation Gilles Caron et du Scientific Board du Lieven Gevaert Center for Photography. Il est également, administrateur de la Fondation d’entreprise Neuflize-OBC pour les arts visuels, membre du comité d’acquisition de la collection Neuflize OBC.

## Distinctions
- Prix de la Photographie Spéculative (2025).
- Officier de l'ordre des Arts et des Lettres (2020).

## Publications

### Ouvrages
- La Photographie pictorialiste en France, Bibliothèque nationale-Hoëbeke, collection « Le siècle d’or de la photographie », Paris, 1992, 31 cm, 108 p., 80 ill.
- Robert Demachy, Nathan, coll. « Photo Poche », Paris, 1997, 19 cm, 75 p., 64 ill.
- Hippolyte Bayard, Nathan, coll. « Photo Poche », Paris, 2001, 19 cm, 75 p., 64 ill.
- La photographie contemporaine, Flammarion, coll. « contemporain », Paris, 2002, 26 cm, 192 p., 140 ill.
- La photographie contemporaine, Flammarion, coll. « contemporain », Paris, 2010, rééd. augmentée, 240 p., 200 ill., 2010.
- La Fotografia contemporanea, Einaudi, trad. Camilla Testi, 2011, 240 p.
- L’Utopie photographique, regard sur la collection de la Société française de photographie, (dir) Paris, Le Point du Jour Éditeur, 2005, 29cm, 223 p., 130 planches.
- L’image au service de la révolution – Photographie, surréalisme, politique, Paris, Le Point du Jour Éditeur, 2006, 122 p., 30 ill.
- L’Art de la photographie des origines à nos jours, (dir.) avec André Gunthert et al., Citadelles et Mazenod, 2007, 650 p., 1000 ill., rééd. 2016.
- Soria della Fotografia, ed. italienne, (dir). Avec André Gunthert et al., Electa, 2008.
- El Arte de la Fotografia, de los origines a la actualidad, ed. espagnole (dir) Avec André Gunthert et al., Lunwerg Editores 2009.
- L’Art de la photographie des origines à nos jours, (dir) avec Gunthert, André, Shèyǐng yìshù, édition chinoise China Photo, 2015.
- Patrick Tosani – les corps photographiqes, avec Tiberghien, Gilles A., Flammarion, 2011.
- Forces, avec Julien Guinand, réalisée à l'initiative et avec le concours de la DRAC Rhône-Alpes, Éditions deux-cent-cinq, 2011.
- Gilles Caron, le conflit intérieur, Photosynthèses, Arles, 2012, 415 p., 300 ill.,
- Histoires de la Photographie, avec Julie Jones, Jeu de Paume/Le Point du Jour éditeur, 2014, 120 p., 97 ill.
- Man Ray photographe, bilingue fr./angl., Yellow Korner édition, Paris, 2014, 192 p., 110 ill.
- L'Expérience photographique (dir), Publications de la Sorbonne, 2014, 272 p.
- Brève histoire de la photographie - essai, Hazan, 2015, 200 p.
- Les Peintres photographes, Citadelles et Mazenod, Paris, 2017.
- Gilles Caron 1968, Flammarion, Paris, 2018.
- La Photographie contemporaine, édition revue et augmentée, Flammarion, 2018.
- Philippe Chancel – Datazone, Photosynthèse, Arles, 2019.
- 50 ans de photographie française, de 1970 à nos jours, Textuel, 2019.
- La Région humaine – 20 ans de photographie documentaire, avec Gilles Verneret, éd. Loco, Paris 2021.
- La Fotografia contemporanea, Einaudi, Nuova Edizione ampliata, trad. Camilla Testi, 2021, 240 p.
- Paul Nadar – Payram, dialogue photographique sur la route de la soie, avec Mathilde Falguière, éd. Le Bec en l’air, 2021.
- Contre-culture dans la photographie contemporaine, Textuel, 2022.

### Articles
- « Pluriel des temps en histoire de la photographie : périodes, régimes d’historicité, fonctions du récit », Perspective, 4 | 2008, 772-776 [mis en ligne le 25 avril 2018, consulté le 31 janvier 2022. URL : http://journals.openedition.org/perspective/2720 ; DOI : https://doi.org/10.4000/perspective.2720].

## Expositions
- « Le Salon de photographie, le pictorialisme en Europe et aux États-Unis », musée Rodin, 1993.
- « Un monde non-objectif  en photographie », galerie Thessa Hérold, Paris, 2003.
- « L’utopie photographique, 150 ans de la Société française de photographie », Maison européenne de la photographie, Paris, 2004.
- « La Région humaine », Musée d'Art contemporain de Lyon, 2006.
- « L’Événement, les images comme acteur de l’histoire », Jeu de Paume, Paris, 2016.
- « La Subversion des images, surréalisme, photographie, film », Centre Georges-Pompidou, 2009-2010.
- « Nadar, la norme et la caprice », Château de Tours, Jeu de Paume Hors-les-murs, 2010 ; Multimedia Art Museum, Moscou, 2015.
- « Gilles Caron (1939-1970) le conflit intérieur » au musée de l’Élysée à Lausanne (2012), au musée de la photographie à Charleroi (2013) et au Jeu de Paume hors-les-Murs (Château de Tours, 2014), et en 2015 à Clermont-Ferrand.
- « Caron 68 », Hôtel de ville de Paris, 2018.
- « Laura Henno Rédemption », Rencontres internationales de la Photo, Arles, 2018.
- « Nadar convention & caprice », Musée Marubi, Skoder, Albanie, 2018.
- « Philippe Chancel, Datazone », Église des Frères-Prêcheurs, Arles, 2019.
- « Laura Henno - Radival Devotion », Institut pour la photographie des Hauts-de-France, 2019.
- « 50 ans de photographie française », Domaine national du Palais Royal Paris, mars-mai 2020.
- « Métamorphose - La photographie en France 1968-1989 », Pavillon Populaire, Montpellier, octobre 2022-janvier 2023.